# Szent angyalok fatemplom (Kisesküllő)
A kisesküllői Szent angyalok fatemplom műemlékké nyilvánított épület Romániában, Kolozs megyében. A romániai műemlékek jegyzékében a  CJ-II-m-B-07520 sorszámon szerepel.